# Theodore H. H. Pian
Theodore H. H. Pian (Xangai, 1919 — 20 de junho de 2009) foi um engenheiro estadunidense.
Obteve o doutorado sob orientação de Heinrich Hencky, foi professor emérito do Instituto de Tecnologia de Massachusetts. Foi membro honorário da Sociedade dos Engenheiros Mecânicos dos Estados Unidos (ASME) (1985) e membro da Academia Nacional de Engenharia dos Estados Unidos (1988).